# Gostei
Gostei is een plaats (freguesia) in de Portugese gemeente Bragança en telt 412 inwoners (2001).